# Бранислав Ђурђев
Бранислав Ђурђев (Сремски Карловци, 4. август 1908 - 26. фебруар 1993. Нови Сад) био је српски историчар,
турколог, редовни професор и члан Академије наука и умјетности Босне и Херцеговине.

## Биографија
Гимназију је завршио у Новом Саду (1928), а студије историје и оријенталне филологије на Филозофском факултету у Београду (1934). Као стипендиста турске владе усавршавао се 1938. на Литерарном факултету (Edeblyat Fakultesi) у Истанбулу. Докторску тезу Каква је била турска власт у Црној Гори у XVI и XVII веку одбранио је 1952. пред комисијом САН. Радио је као кустос Земаљског музеја у Сарајеву
1939-1941. године. У Другом свјетском рату био је заточен у логору у Њемачкој (Stalag Х- В, Sandbostel).
Од 1946. био је научни сарадник и руководилац Турског архива у Земаљском музеју. На новооснованом Филозофском факултету у Сарајеву биран је за ванредног (1950) и редовног професора (1957). Декан овог факултета био је 1964-1965. године. Учествовао је у оснивању Оријенталног института у Сарајеву 1950, чији је директор био до 1964. године. У том институту организовао је рад на прикупљању, проучавању и објављивању изворне грађе, те је покренуо часопис "Прилози за оријенталну филологију и историју југословенских народа под турском владавином" и едицију "Monumenta Turcica historiam Slavorum Meridionalium illustrantia". Један је од оснивача Историјског друштва БиХ и његов предсједник (1954-1956). Био је члан уже и шире редакције друге књиге Историје народа Југославије (1960), сарадник Енциклопедије ислама (друго издање, Лајден), Енциклопедије Југославије и Војне енциклопедије. Био је међу првим редовним
члановима Научног друштва БиХ (од 1966. АНУБиХ), њихов предсједник (1955-1959; 1968-1971), као и члан академија наука и умјетности других југословенских република. Члан Македонске академије наука и умјетности је од 25. децембра 1969). Члан Војвођанске академије наука и умјетности је од 4. децембра 1988, а редовни члан Српске академије наука и умјетности је од 1. септембра 1992.
Један је од оснивача Савеза историјских друштава Југославије (касније Савез историчара Југославије) и директор његовог гласила Југословенског историјског часописа, друга серија (1962-1965). До 1989. био је члан Југословенског националног комитета за историјске науке. Његово научно интересовање обухвата период османске власти на Балкану до краја XVIII вијека, као и методологију и теорију историјске науке. Бавио се карактером турско-османског феудализма, утицајем турске владавине на развитак балканских народа, влашком организацијом, хришћанима у османској војној организацији, племенском организацијом, положајем српске цркве у османској држави и њеним значајем за опстојност српског народа, као и социологијом, филозофијом и периодизацијом историје, критиком постмарксистичке теорије историје. Своја истраживања заснивао је углавном на турској архивској грађи, коју је проучавао у Архиву Предсједништва Владе Турске (Başbakanlık Arşivi) у Истанбулу, националним библиотекама у Паризу и Бечу, архивима Совјетског Савеза и другдје. Његова библиографија садржи око 300 јединица.
Пензионисан је 1973. године. На позив Војвођанске академије наука и уметности преселио се у Нови Сад 1980. године. После осам година вратио се у Сарајево, али се због рата поново селио у Нови Сад (1993), где је убрзо и умро. Сахрањен је у родним Сремским Карловцима.

## Награде и признања
Добитник је:
Двадесетседмојулске награде (1960), 
Шестоаприлске награде града Сарајева (1966), Награде ЗАВНОБиХ-а (1975), 
Награде АВНОЈ-а (1977), 
Ордена Републике са златним венцем и 
Ордена заслуга за народ са златном звездом.
Улица у Сарајеву названа је његовим именом.

## Важнији радови
- Ђурђев, Бранислав (1953). Турска власт у Црној Гори у XVI и XVII веку: Прилог једном нерешеном питању из наше историје. Сарајево: Свјетлост.
- Đurđev, Branislav (1964). Uloga crkve u starijoj istoriji srpskog naroda. Sarajevo: Svjetlost.
- Đurđev, Branislav (1968). Dva deftera Crne Gore iz vremena Skender-bega Crnojevića. 1. Sarajevo: Akademija nauka i umjetnosti Bosne i Hercegovine.
- Đurđev, Branislav (1970). „Odnos između Ohridske arhiepiskopije i Srpske crkve od pada Smedereva (1459) do obnavljanja Pećke patrijaršije (1557)”. Radovi. Akademija nauka i umjetnosti Bosne i Hercegovine. 38: 185—209.
- Đurđev, Branislav; Hadžiosmanović, Lamija (1973). Dva deftera Crne Gore iz vremena Skender-bega Crnojevića. 2. Sarajevo: Akademija nauka i umjetnosti Bosne i Hercegovine.
- Đurđev, Branislav (1984). „Titula piskopos u popisu mitropolija i episkopija Pećke patrijaršije iz sredine XVII veka i pitanje postojanja samostalne srpske crkve pre 1557. godine”. Godišnjak Društva istoričara Vojvodine. 9 (1982): 179—194.
- Ђурђев, Бранислав (1984). Постанак и развитак брдских, црногорских и херцеговачких племена: Одабрани радови. Титоград: Црногорска академија наука и умјетности.
- Đurđev, Branislav (2002). Na zastarelim stranputicama. Sarajevo: SPKD Prosvjeta.
- Ђурђев, Бранислав; Васић, Милан (2005). Југословенске земље под турском влашћу (до краја XVIII вијека): Изабрани извори. Бања Лука: Академија наука и умјетности Републике Српске.